# جيم ماين
جيم ماين هو سياسي كندي، ولد في 1950، وتوفي في 16 يوليو 2015 في تشارلوت تاون في كندا. نشط حزبياً في New Democratic Party of Prince Edward Island ‏.